# 신장 수용소
신장 수용소(영어: Xinjiang internment camps) 또는 공식적으로 직업기술교육훈련센터(중국어: 职业技能教育培训中心)는 중화인민공화국이 신장 위구르 자치구 지역에 건설한 위구르족 대상의 강제수용소이다.
신장 재교육 수용소(영어: Xinjiang re-education camps), 신장 강제수용소(영어: Xinjiang concentration camps), 신장재교육영(중국어 간체자: 新疆再教育营, 정체자: 新疆再教育營, 병음: xīnjiāng zài jiàoyù yíng), 재교육 캠프(위구르어: قايتا تەربىيەلەش لاگېرلىرى 까이타 태르비얠래시 라게를리리) 등으로도 불린다.
총책임자는 천취안궈라고 한다. 전 세계의 민주 국가는 신장 재교육 캠프는 제노사이드 및 인종 청소를 목적으로 한 강제수용소라고 중국을 비판한다. 수용소의 내막이 드러나면서 이 문제를 심각하게 받아들이는 사람들은 나치의 강제수용소나 북한의 정치범수용소, 소련의 쿨라크에 비견하기도 한다. 수감자 규모는 흔히 100만명 이상으로 추정되고 있다. 중국 정부는 민족 탄압의 목적을 부정하고 직업 훈련을 실시한 것이라고 주장했지만, 연 평균 130만 명을 대상으로 대규모로 이루어지고 있다는 점은 시인했다.
여기서 상상을 초월하는 국가적 규모의 학대가 발생하고 있다. 그간 중국의 강력한 언론 통제로 내막이 숨겨져 있었지만, 워낙 대규모라서 위성사진으로 확인까지 되다보니 시설을 감출 수가 없고, 엄청난 수의 피해자 증언이 넘쳐나고 있으며 많은 수의 외신들도 보도하고 있어 중국으로서도 감추는 데 한계를 보이고 있다.

## 현실
중국 공산당 정부는 신장 지역에 있는 900만 위구르인 가정에 100만 명의 공산당원을 파견하여 함께 거주하며 감시하고 있다. 숙식은 위구르인이 제공해야 한다. 해당 정책은 피점령 지역 국민을 대상으로 정복자의 부양을 강요하는 정책인데 원나라 시대에 한족 10가구당 1인, 청나라 시대에 한족 10가구당 1인을 부양하도록 한 제도처럼 전근대에나 벌어지던 일이 21세기 현대에 그대로 벌어지고 있다. 남편이 수용소에 수용된 여성에게 고의적으로 한족 남성이 배치되고, 심지어 이들 남성 일부는 위구르 여성과 잠자리를 함께 하기도 한다는 주장이 제기되기도 했다.
기숙사나 보호 시설에서 생활하는 위구르족 어린이들은 가족과 격리되며 중국어와 중국 문화를 배우며, 위구르족 고유 문화를 배우거나 위구르어 사용은 금지된다.
중국에서는 위구르족에게 성지와 같은 의미를 지니는 신장 자치구 호탄시에 있는 술타님 묘지를 비롯하여 100개 이상의 위구르족 전통 묘지를 파괴하거나 재배치했다.
심지어 수용소에서는 성고문과 강간, 강제 불임 시술도 이루어지고 있다.
또한 위구르인들의 민족정체성을 말살하기 위해서 위구르인 여성들을 한족 남성들과 강제혼인을 시키기도 한다.

## 같이 보기
- 신장 분쟁
- 신장 독립운동
- 중화인민공화국의 인권
- 위구르족 집단학살
- 굴라크
- 조선민주주의인민공화국의 정치범수용소
- 나치 강제수용소
- 미흐리굴 투르순: 신장 수용소의 여자 수용자